# Pișceana Petrivka, Berezivka
Pișceana Petrivka (în ucraineană Піщана Петрівка) este un sat în comuna Andrievo-Ivanivka din raionul Berezivka, regiunea Odesa, Ucraina.

## Demografie
Componența lingvistică a localității Pișceana Petrivka
     Ucraineană (92,16%)
     Română (4,58%)
     Rusă (3,27%)
Conform recensământului din 2001, majoritatea populației localității Pișceana Petrivka era vorbitoare de ucraineană (92,16%), existând în minoritate și vorbitori de română (4,58%) și rusă (3,27%).